# Пивабиска (река)
Пивабиска — река в округе Кокран в Северо-Восточном Онтарио, Канада. Река является левым притоком Миссинайби, относящейся к бассейну залива Джеймс.
Река берёт начало в одноименном озере в городке Касгрейн и устремляется на север. Она поворачивает на северо-восток, затем на восток, входит в городок Гарден и достигает своего устья на реке Миссинайби. Территория вокруг реки достаточно малонаселенная, менее двух жителей на квадратный километр.

## Климат
Вокруг реки преобладают смешанные леса, а регион находится в субарктической климатической зоне. Среднегодовая температура в регионе — −1 °C. Самым теплым месяцем является июль, когда средняя температура составляет 16 °C, а самым холодным — январь — −21 °C.
| Климатограмма Пивабиска                              | Климатограмма Пивабиска | Климатограмма Пивабиска | Климатограмма Пивабиска | Климатограмма Пивабиска | Климатограмма Пивабиска | Климатограмма Пивабиска | Климатограмма Пивабиска | Климатограмма Пивабиска | Климатограмма Пивабиска | Климатограмма Пивабиска | Климатограмма Пивабиска |
| ---------------------------------------------------- | ----------------------- | ----------------------- | ----------------------- | ----------------------- | ----------------------- | ----------------------- | ----------------------- | ----------------------- | ----------------------- | ----------------------- | ----------------------- |
| Я                                                    | Ф                       | М                       | А                       | М                       | И                       | И                       | А                       | С                       | О                       | Н                       | Д                       |
| 0 −19 −23                                            | 0 −16 −20               | 0 −9 −17                | 0 5 −7                  | 0 15 4                  | 0 22 9                  | 0 22 11                 | 0 20 10                 | 0 16 5                  | 0 8 −3                  | 0 −4 −12                | 0 −17                   |
| Температура в °C • Сумма осадков в мм Источник: НАСА |                         |                         |                         |                         |                         |                         |                         |                         |                         |                         |                         |

## Притоки
- Касгрейн-Крик
- Озеро Пивабиска
  - Река Валентайн
    - Озеро Сент-Терез
      - Сент-Терез-Крик